# NANBUアワー
NANBUアワー（ナンブアワー）は、ラジオ沖縄で毎週日曜 12:10-13:00に放送されている、トークバラエティ番組。2007年10月開始。

## 概要
出演者のフリートークに加え、リスナーの各コーナーへの投稿を、津波信一（信（しん）ちゃん）が、「ちゃーしゃべり」（ウチナーグチで「しゃべりっぱなし」）で、軽妙なアドリブで話を広げて笑いを誘い、玉城美香（みーかー）が、「ちゃー笑い」（同「笑いっぱなし」）で、明るく元気な笑い声で返してさらに盛り上げている。
時に、各コーナー（特に給食係）の話が盛り上がり過ぎて時間が足りなくなり、投稿の採用が翌週以降に回されることもある。
番組名は、出演者2名が沖縄県南部（玉城は糸満市、津波は島尻郡佐敷村（現・南城市）出身であることによる。
公開放送や、リスナーとのオフ会も行われている。

## 出演者
- 玉城美香（みーかー）
- 津波信一（信（しん）ちゃん）

## 番組の流れ（若干変動あり）
- 12:10 　  オープニングトーク（BGM：U-DOU&PLATY「ハイサイ to di ウチナー」（オフヴォーカル版））
- 12:16頃　給食係（毎月最終週は、「まえさとレシピ」を先に。）[注]
- 12:32頃　全島模合（もあい）の窓
- 12:37頃　楽曲（懐かしめのJ-POPから1曲。選曲は、概ね番組ディレクターによる。）
- 12:40頃　今しゃべってます。ユニオンですから！
- 12:51頃　掲示係
- 12:57頃　エンディングトーク（BGM：砂川恵理歌「春夏秋冬」）

※給食係の前に、スポンサー企業の社長や社員が、製品やサービス、イベントのPRのためゲスト出演する場合がある。その際には、給食係が他のコーナーの後に回されることがある。

## コーナー
まえさとレシピ（毎月最終週）
番組スポンサーである株式会社まえさとの豆腐、こんにゃく、もやしなどを活用した、ヘルシーで簡単なレシピを募集し、紹介している。

給食係
主に沖縄県内の美味しいお店の情報を募集し、紹介している。常連リスナーが、沖縄そばやてびちなど、メニューを決めて沖縄県内の店を探訪し、シリーズでリポートを続けるケースも多い。

全島模合（もあい）の窓
リスナーが結成している模合（沖縄の親睦・相互扶助グループ）のメンバー、由来、開催内容、エピソードなどを募集し、紹介している。
投稿採用者には、番組スポンサーである沖縄製粉から、「ウコンにトコトンしじみ800個分」10包入りがプレゼントされる。

今しゃべってます。ユニオンですから！
沖縄のスーパーマーケット「フレッシュプラザユニオン」がスポンサーで、特売情報に加え、店舗スタッフも出演して、店舗での出来事や裏話をリスナーからの投稿も交えて話す。2024年2月4日開始。

掲示係
街で見かけたおもしろ看板や、地域の情報・イベント情報、その他のお便りを募集し、紹介している。出演者やラジオ沖縄のイベント等の情報も紹介する。

### ※過去のコーナー
＃（はっしぇ）きしゅへんロックンロール
番組スポンサーである沖縄セルラー電話が携帯電話ブランド「au」などを運営していることから、携帯電話、スマートフォンやスマホアプリの活用法、機種変更などのエピソードを募集し、紹介していた。
開始時のコーナー名は「きしゅへんロックンロール」だった。
2015年3月1日から2023年9月24日まで放送。

## 番組配信
番組は、ラジオ沖縄ポッドキャスト、Amazon Music、YouTube podcast、Google ポッドキャスト、radiko podcast、iTunes、spotifyのポッドキャストや、スマートフォンのアプリ「ラジオクラウド」のラジオ沖縄チャンネルで、数日～数週間後から配信され、日本国外からも聴くことができる（#外部リンク参照）。
「＃（はっしぇ）きしゅへんロックンロール」は、2015年3月1日初回放送分から、youtubeで動画でも見ることができる。
ポッドキャストとラジオクラウドは、「きしゅへんロックンロール」コーナーは2015年3月1日初回放送分から、同コーナーに加え「給食係」コーナーと「掲示係」コーナーが2015年4月5日放送分から配信され、2023年5月1日放送分からは、オープニングトークとエンディングトークもカットせずに配信されている。

## 来歴
番組開始前、玉城はラジオ沖縄の平日午後のチャットステーションLのレギュラーパーソナリティーであったが、第2子の出産の際、津波が火曜に代打でパーソナリティーをしており、玉城が津波と番組をしたいと言っていたところ、同社の前川英之（のちの社長）が「せっかく南部出身の2人がいるから、番組やりましょう。」と発案して、番組の開始と、番組名が決まった。
2007年10月に放送開始し、当初は毎週木曜 23:30-24:00の30分番組で、コーナーは「給食係」と「掲示係」のみであった。まだスポンサー無しで、2人のユンタク（おしゃべり）だけで、メールを読まないこともあった。
その後、2008年4月から毎週月曜 21:00-21:52に移動し、同年10月から毎週水曜 21:00-22:00に移動。
2009年4月から現在の日曜昼に移動し、50分番組となった。